# Проєкційний телевізор
Телевізор проєкційний (англ. Rear-projection television) - телевізор, зображення на якому виводиться на просвітному (для проєкційних ТБ) екрані, або на екрані проєктора, граничний розмір якого для проєкційних ТБ становить близько 110 дюймів (2,5-2,82 m і менше), і до декількох метрів (і більше) для проєкторів.
За принципом дії серед відеопроєкторів і проєкційних телевізорів виділяють наступні різновиди: на електронно-променевих трубках (CRT), на РК (LCD) матрицях, на РК матрицях на кремнієвій підкладці (LCOS) і з мікродзеркальним пристроєм (DLP або, вони ж, DMD).

## CRT
Трубки в даних телевізорах повинні мати велику яскравість. А це, у свою чергу, створює велике теплове навантаження на люмінофор. Це створює проблему невисокої яскравості проєкційних телевізорів на кінескопах. Враховуючи це, не рекомендується залишати надовго стоп- кадр, не підвищувати надмірно яскравість, не запускати на таких телевізорах комп'ютерні ігри, оскільки все вищесказане може спричинити пропалювання люмінофора, а це виведе з ладу телевізор. Ще однією негативною стороною даних телевізорів є "вигорання" нерухомої частини зображення при тривалому перегляді.

## LCD
До недоліків проєкційних телевізорів на LCD-екранах відносять проблеми з природною подачею кольору, невеликий кут огляду, проблема відведення тепла матриць, бо матриці просвічує потужна лампа. Іноді за рухомими об'єктами видно "шлейф".

## Проєкційні телевізори на мікродзеркалах ( DLP )
Це розробка фірми Texas Instruments. В основі системи лежить мікросхема - DMD-чип, всередині якого лежить близько двох мільйонів мікродзеркал, кожне з яких формує точку зображення в певному місці екрану.
У 1996 році дана фірма запропонувала свій цифровий проєкційний блок, запатентований під торговою маркою DLP (Digital Light Processing - цифрова обробка світла). Дана розробка була просунута на ринок у вигляді повністю закінченого оптико-механічного модуля (Optical Engine), який містив чипи DMD (Digital Micromirror Device), електроніку управління і оптичну систему з джерелом світла і вентилятором. У результаті на ринку з'явилося кілька моделей даних проєкторів, в яких було різну кількість чипів (1 - 3). Найпотужніші моделі містять 3 чипи.

## Лазерні телевізори
Використання лазера дозволяє набагато спростити телевізор і позбутися багатьох деталей, які збільшують розмір і вагу. Це і колірне колесо, колірні фільтри і різні поляризатори, рухливі дзеркала, спеціальні фільтри ІК-випромінювання, додаткові оптичні пристрої. Геть відпадає необхідність фільтрувати і розділяти пучок світла від лампи на різні кольори. Лазерні пучки потрібного кольору можна спокійно проєктувати на панель.